# Paulo Sérgio
Paulo Sérgio, teljes nevén: Paulo Sérgio Silvestre do Nascimento (São Paulo, 1969. június 2. –) világbajnok brazil válogatott labdarúgó, támadó. 
A brazil válogatott tagjaként részt vett az 1994-es világbajnokságon.

## Sikerei, díjai
Corinthians
- Brazil bajnok (1): 1990

Bayern München
- Német bajnok (2): 1999–00, 2000–01
- Német kupa (1): 1999–00
- Német ligakupa (2): 1999, 2000
- UEFA-bajnokok ligája (1): 2000–01
- Interkontinentális kupa győztes (1): 2001

Brazília
- Világbajnok (1): 1994